# Орден Труда (Марокко)
Орден Труда — государственная награда Королевства Марокко.

## История
Орден Труда был учреждён королём Марокко Хасаном II 18 декабря 1968 года для вознаграждения марокканских подданных за достойные заслуги гражданского характера в своей профессиональной деятельности по мнению министерства труда и социальной защиты.
Орден учреждался в трёх классах – первом, втором и третьем.
В декрете от 2 Раби аль-Авал 1421 года (5 июня 2000 года) за № 1.00.218, регулирующего наградную систему марокканского королевства, орден Труда не упоминается.

## Степени
Три класса:
| Класс            | 1 класс Золото | 2 класс Серебро | 3 класс Бронза |
| Орденская планка |                |                 |                |

Знак ордена вручается на нагрудной ленте.

## Описание
В зависимости от класса знак ордена изготавливается из позолоченной бронзы, посеребренной бронзы или бронзы.
Знак ордена – семиконечная звезда с бортиком. В центре звезды композиция: на шестирёнку наложенны два перекрещенных колоса, а у основания два перекрещенных молота. Поверх всего пятиконечная звезда зелёной эмали (в зависимости от изготовителя знаков – звезда может быть без эмали). Под композицией надпись на арабском языке.
Реверс знака гладкий матированный.
Орденская лента шёлковая муаровая красного цвета с белыми полосками у края.